# Silvina Acosta
Silvina Acosta (Buenos Aires, 25 de junio de 1969) es una actriz argentina de cine, teatro y televisión.

## Biografía
Silvina Acosta es actriz, directora de casting y productora. Se formó en realización cinematográfica en TCC. Es licenciada en psicología especializada en género y diversidad.

## Carrera
Empieza a intervenir en distintos programas unitarios como: Los especiales de Alejandro Doria 1996 en Historias de un amor turbio, Archivo Negro con Julio Chávez, Verdad consecuencia, Los simuladores y Casados con hijos (Argentina) entre otros clásicos de la televisión argentina. En el 2004 participa en la novela Culpable de este amor, protagonizada por Juan Darthés y Gianella Neyra, donde realiza sus primeros pasos en elenco protagónico, y luego continua en otras telenovelas argentinas con repercusión en el exterior; como: Los Roldán; Patito feo (telenovela), con Griselda Siciliani, Brenda Aznicar, Laura Natalia Esquivel y Juan Darthés, donde desempeño el papel de la malvada Lourdes Sanetti; Don Juan y su bella dama, con Romina Gaetani y Joaquín Furriel, como la entrañable amiga Connie Vidal; en Botineras fue la socia de Giselle López, Silvia Land; en Secretos de amor encarnó a Pía la esposa loca de Adrián Navarro, celosa de Diana Demare, Soledad Silveyra; y en Herederos de una venganza interpretó a la psicóloga Melania Di Lorenzi, vengadora de Rafael Ferrero. En cine, hizo participaciones en Sotto Voce y Palermo Hollywood (película), dirigida por Eduardo Pinto; Amorosa Soledad, dirigida por Victoria Galardi; Condón Express, dirigida por el español Luis Prieto; caracterizó a la maquilladora Margarita en U.P.A, ganadora del Buenos Aires Festival Internacional de Cine Independiente BAFICI 2007 como mejor película Argentina, dirigida por Tamae Garateguy, Camila Tocker y Santiago Giralt. Este último director la toma como su actriz fetiche teniéndola como protagonista en la comedia Las hermanas L, que participó en festivales tales como el Festival Internacional de Cine de Mar del Plata. Toda la gente sola, con Luciano Castro, Érica Rivas, Alejandro Urdapilleta, Elías Viñoles y Lola Berthet. U.P.A2 el regreso, 2015 con Nancy Duplaá  y Primavera en el 2016 con Moria Casán, Chino Darín, Mike Amigorena Caterina y Angelo Spinetta. Sus primeros pasos en teatro, fueron en obras como Jettatore, en el papel de Elvira, dirigida por Javier Portales para el Complejo Teatral Buenos Aires , Chichusito dirigida por Leandro Calderone y Cuento de hadas dirigida por Lito Cruz. También fue una de las protagonistas de “La Celebración” en el Teatro Lola Membrives en el 2011 con Benjamín Vicuña, Gonzalo Valenzuela, Juana Viale, Osvaldo Santoro, Beatriz Spelzini y Antonella Costa. Protagonizó diversas obras en el teatro independiente, así como MicroteatroBa  en el 2018 y 2019. En cine realizó el casting de la película Siete años en el Tíbet, protagonizada por Brad Pitt y dirigida por Jean-Jacques Annaud en 1997 filmada en La Plata. También de cástines de reality shows y documentales.
En 2004 participa en la novela Culpable de este amor, protagonizada por Juan Darthés y Gianella Neyra, donde realiza sus primeros pasos en elenco protagónico, y luego continua en otras telenovelas argentinas con repercusión en el exterior; como: Los Roldán; Patito feo (telenovela), con Griselda Siciliani, Brenda Aznicar, Laura Natalia Esquivel y Juan Darthés, donde desempeño el papel de la malvada Lourdes Sanetti; Don Juan y su bella dama, con Romina Gaetani y Joaquín Furriel, como la entrañable amiga Connie Vidal; en Botineras fue la socia de Giselle López, Silvia Land; en Secretos de amor encarnó a Pía la esposa loca de Adrián Navarro, celosa de Diana Demare, Soledad Silveyra; y en Herederos de una venganza interpretó a la psicóloga Melania Di Lorenzi, vengadora de Rafael Ferrero. 
En cine, hizo participaciones en Sotto Voce y Palermo Hollywood (película), dirigida por Eduardo Pinto; Amorosa Soledad, dirigida por Victoria Galardi; Condón Express, dirigida por el español Luis Prieto; caracterizó a la maquilladora Margarita en U.P.A, ganadora del Buenos Aires Festival Internacional de Cine Independiente BAFICI 2007 como mejor película Argentina, dirigida por Tamae Garateguy, Camila Tocker y Santiago Giralt. Este último director la toma como su actriz fetiche teniéndola como protagonista en la comedia Las hermanas L, que participó en festivales tales como el Festival Internacional de Cine de Mar del Plata. Toda la gente sola, con Luciano Castro, Érica Rivas, Alejandro Urdapilleta, Elías Viñoles y Lola Berthet. U.P.A2 el regreso, 2015 con Nancy Duplaá, Primavera en el 2016 con Moria Casán, Chino Darín, Mike Amigorena Caterina Spinetta y Angelo Mutti Spinetta, El Retiro con Nancy Duplaá y Luis Brandoni, entre otras. 
Sus primeros pasos en teatro, fueron en obras como Jettatore, en el papel de Elvira, dirigida por Javier Portales para el Complejo Teatral Buenos Aires , Chichusito dirigida por Leandro Calderone y Cuento de hadas dirigida por Lito Cruz. También fue una de las protagonistas de “La Celebración” en el Teatro Lola Membrives en el 2011 con Benjamín Vicuña, Gonzalo Valenzuela, Juana Viale, Osvaldo Santoro, Beatriz Spelzini y Antonella Costa. Protagonizó diversas obras en el teatro independiente, así como MicroteatroBa  en el 2018 y 2019. 
En cine realizó el casting de la película Siete años en el Tíbet, protagonizada por Brad Pitt y dirigida por Jean-Jacques Annaud en 1997 filmada en La Plata. También de cástines de reality shows y documentales.

## Vida personal
Se encuentra casada con el productor Marcos Gorban con el cual tiene 2 hijos. Una de ellas es Camila (una de las protagonistas de la multipremiada serie #Marcha y Cazadores de sonidos), y Nicolás, productor de televisión.

## Filmografía

### Cine
| Año  | Película                    | Personaje     | Director                                                     |
| ---- | --------------------------- | ------------- | ------------------------------------------------------------ |
| 1996 | Sotto voce                  |               | Mario Levin                                                  |
| 2003 | Después te llamo            | Patricia      | Luis Alberto Varela                                          |
| 2004 | Palermo Hollywood           | Judith        | Eduardo Pinto                                                |
| 2005 | Condon Express              |               | Luis Prieto                                                  |
| 2007 | UPA! Una película argentina | Margarita     | Tamae Garateguy, Santiago Giralt y Camila Toker              |
| 2008 | Las hermanas L              | Eva L.        | Santiago Giralt, Eva Bär, Alejandro Montiel y Diego Schipani |
| 2008 | Amorosa soledad             | Mujer agencia | Victoria Galardi y Martín Carranza                           |
| 2009 | Toda la gente sola          | Yanina        | Santiago Giralt                                              |
| 2014 | La noche del lobo           | Carola        | Diego Schipani                                               |
| 2014 | El amor y otras historias   | Adriana       | Alejo Flah                                                   |
| 2015 | El desafío                  | Karina        | Juan Pablo Rampoldi                                          |
| 2015 | Upa! 2                      | Margarita     | Tamae Garateguy, Santiago Giralt y Camila Toker              |
| 2016 | Primavera                   | Jazmín        | Santiago Giralt                                              |
| 2019 | El retiro                   | Marina        | Ricardo Díaz Iacoponi                                        |

### Televisión
| Año       | Título                            | Personaje               | Canal                  |
| --------- | --------------------------------- | ----------------------- | ---------------------- |
| 1997      | Los especiales de Alejandro Doria |                         | Telefe                 |
| 1997      | Archivo negro                     |                         | Canal 13               |
| 1999      | Verano del 98                     | Marina Podestá          | Telefe                 |
| 2003      | Franco Buenaventura               | Manuela                 | Telefe                 |
| 2003      | Los simuladores                   | Laura Cosachov          | Telefe                 |
| 2004      | Culpable de este amor             | Sandra                  | Telefe                 |
| 2005      | Los Roldán                        | Silvana                 | Canal 9                |
| 2005      | Floricienta                       | Enfermera               | Canal 13               |
| 2006      | Casados con hijos                 | Julia (exnovia de Pepe) | Telefe                 |
| 2006      | Amor mío                          |                         | Canal de las Estrellas |
| 2006      | Alma pirata                       |                         | Telefe                 |
| 2006      | Chiquititas                       |                         | Telefe                 |
| 2006      | Un cortado                        | Laura                   | Canal 7                |
| 2006      | Se dice amor                      | Mercedes                | Telefe                 |
| 2007      | Patito feo                        | Lourdes                 | Canal 13               |
| 2008-2009 | Don Juan y su bella dama          | Connie Vidal            | Telefe                 |
| 2009      | Tratame bien                      | Cinthia                 | Canal 13               |
| 2009      | Botineras                         | Silvia Land             | Telefe                 |
| 2010      | Secretos de amor                  | Pía                     | Telefe                 |
| 2011      | Ciclo IncaTv-Alucinante           | Maria                   | INCAA TV               |
| 2011-2012 | Herederos de una venganza         | Silvana Di Lorenzi      | Canal 13               |
| 2013      | Historias de corazón              | Gaby                    | Telefe                 |
| 2013      | Esa Mujer                         | Luciana                 | Canal 7                |
| 2014      | La familia Rossi                  |                         | Canal 7                |
| 2014      | Noche y día                       | Ana                     | Canal 13               |
| 2015      | Milagros en campaña               | Carla Groisman          | Canal 9                |
| 2018      | Psiconautas                       | Merlina                 | Netflix                |
| 2018      | Mi hermano es un clon             | Inés                    | Canal 13               |
| 2019      | Tu parte del trato                |                         | Canal 13               |
| 2022      | El hincha                         | Dina                    | Canal 9                |

### Teatro
| Año       | Obra                         | Personaje | Director          |
| --------- | ---------------------------- | --------- | ----------------- |
| 1996      | Cuento de hadas              |           | Lito Cruz         |
| 1997      | La importancia de ser ladrón |           | Javier Portales   |
| 1999      | Radioteatro para ver         |           | Jorge Paccini     |
| 2000-2001 | Jettatore                    | Elvira    | Javier Portales   |
| 2002      | Chichusito                   | Dora      | Leandro Calderone |
| 2011      | La celebración               | Mette     | Luis Romero       |